# نيلسون أفيلا
نيلسون أفيلا (بالإسبانية: Nelson Ávila)‏ هو مصمم رقص أرجنتيني، ولد في 7 أغسطس 1940 في تشيفيلكوي في الأرجنتين.